# Товстолистові
Товстолистові, товстолисті, або товстянкові(Crassulaceae), — родина дводольних рослин порядку ломикаменецвітих.

## Поширення

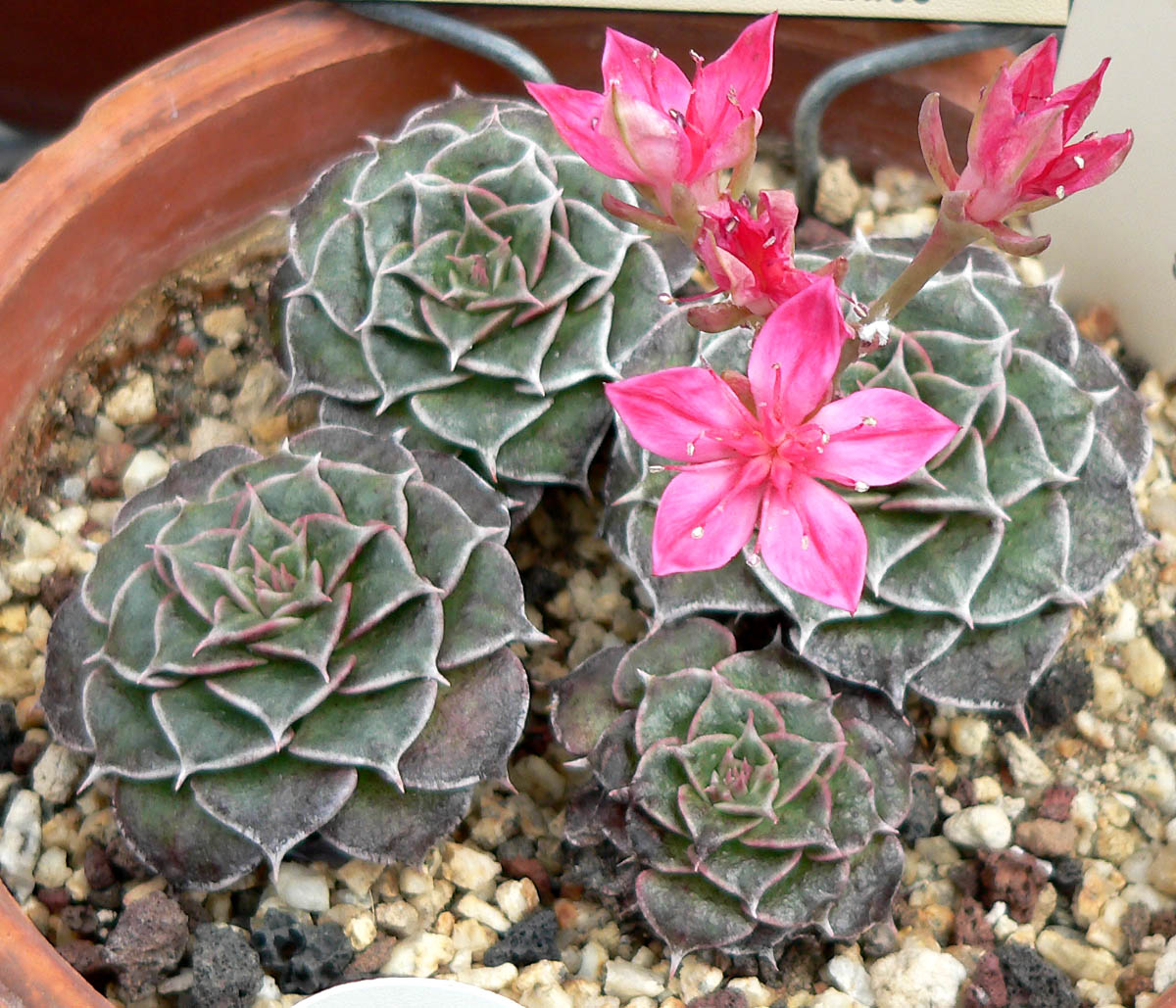
Graptopetalum bellum

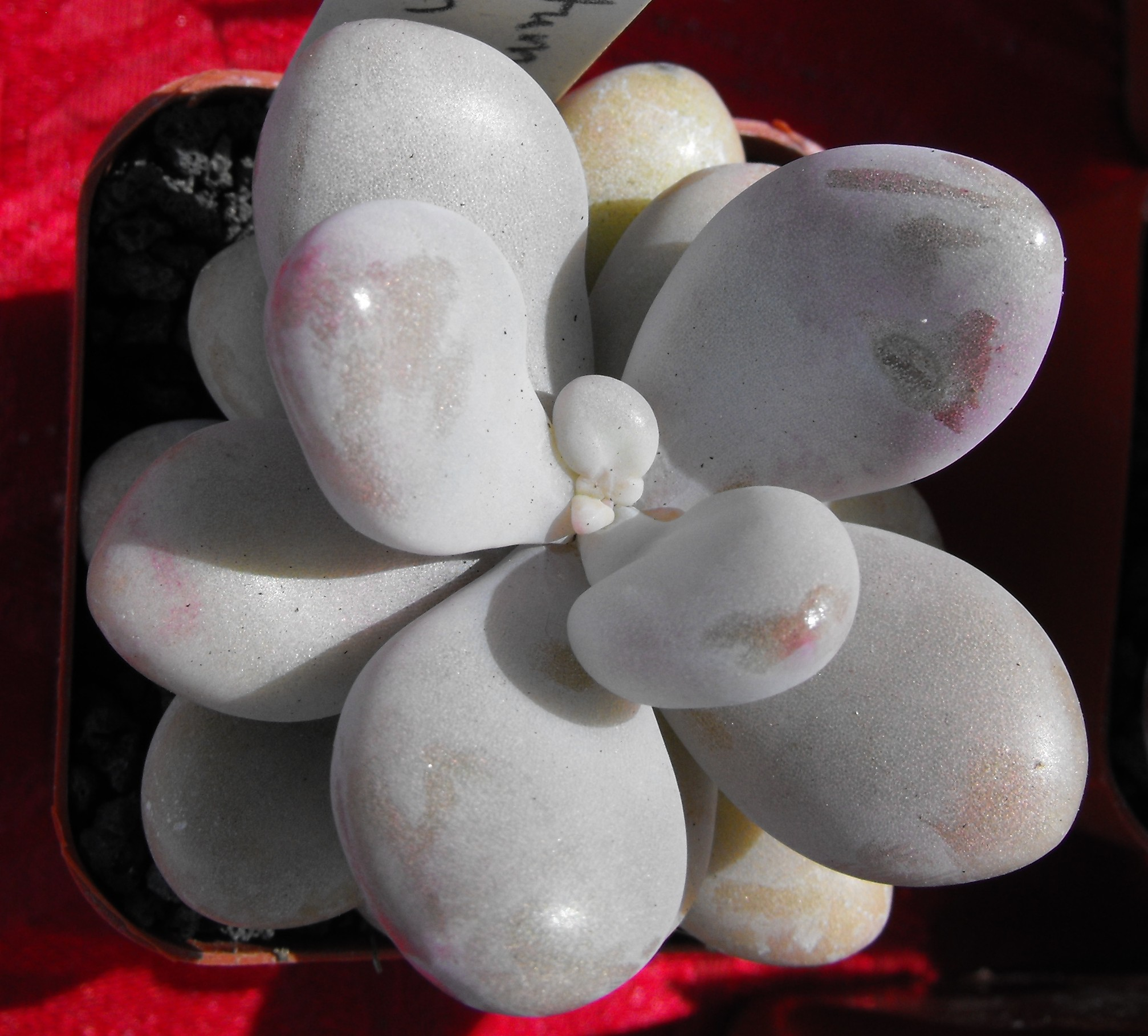
Pachyphytum oviferum

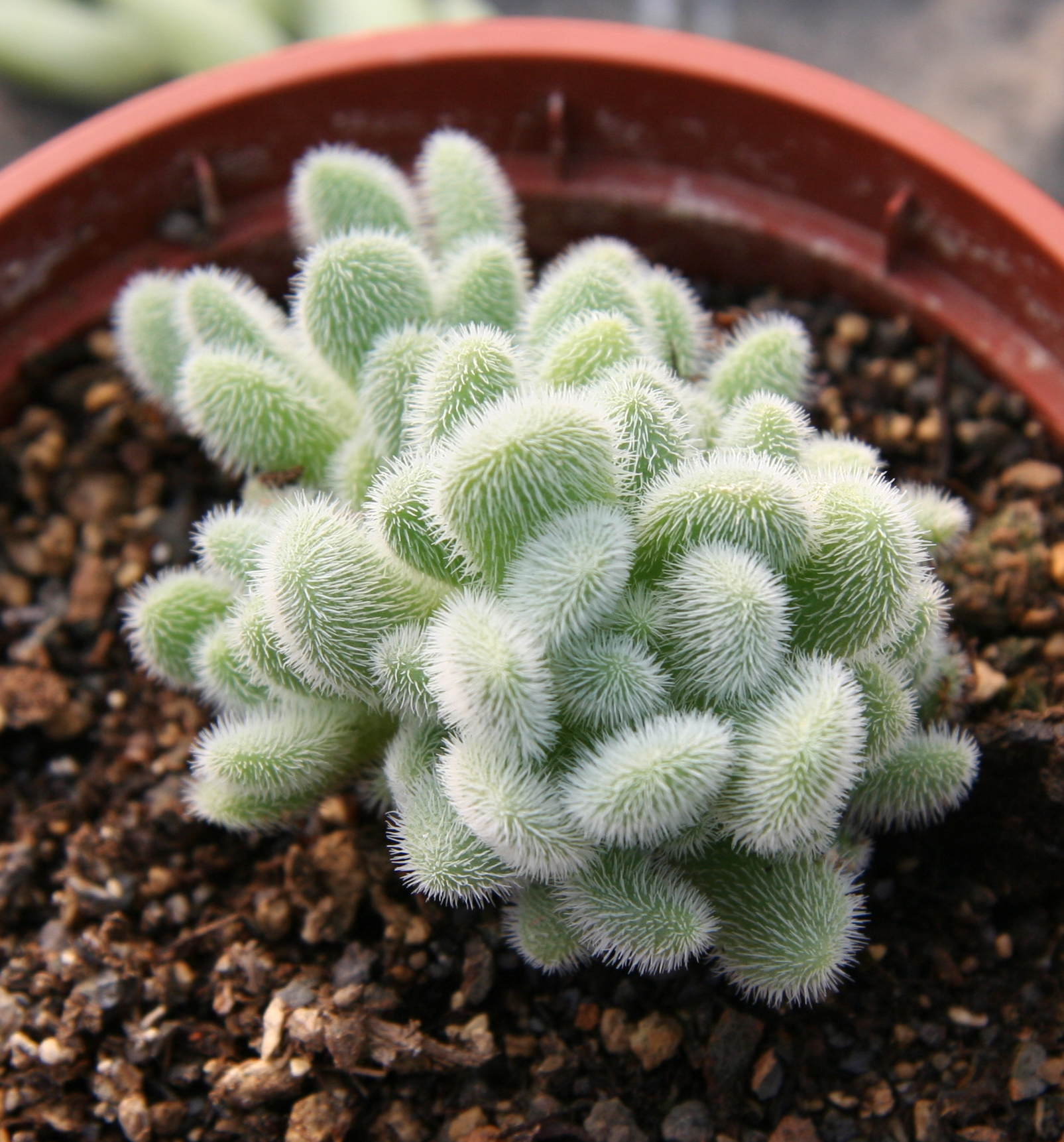
Sedum hintonii

Поширені по всьому світі, проте найбільш різноманітно представлені в Північній півкулі (переважно Середземномор'я та Мексика) і Південній Африці. Переважно в сухих та/або холодних областях, де часто буває нестача вологи.

## Морфологічні ознаки
Представники цієї родини переважно сукуленти, що запасають воду в листках і стеблах. Це чагарники і напівчагарники. Листки розміщені почергово, або супротивно, іноді кільчасто, переважно суцільні, без прилистків. Квітки — у цимозних суцвіттях, двостатеві, дуже рідко одностатеві, актиноморфні, головним чином 5-членні, зрідка 3-, 4-, 6-членні, до 32-членних. Плід багатолистянка, іноді коробочкоподібний.

## Товстянковий метаболізм
Фотосинтез товстолистих проходить за особливим принципом, що дістав назву кислотного метаболізму товстянкових рослин (САМ - англ. Crassulacean Acid Metabolism). Оскільки продихи відкриті вночі, коли втрачається менше води, проте немає світла для фотосинтезу, рослина змушена зберігати вуглекислий газ у формі органічних кислот. Вони розщеплюються вдень для здійснення фотосинтезу.

## Використання
Жоден з видів родини не має великого сільськогосподарського значення, проте багато є популярними декоративними рослинами, оскільки мають привабливий вигляд та здебільшого їх легко доглядати. Найвідоміші з таких видів — товстянка овальна або дерево дружби (Crassula ovata) і каланхое (Kalanchoe blossfeldiana). Деякі види лікарські (Kalanchoe, Crassula, Sedum).

## Систематика
Класифікувати таксони в цій родині дуже важко через те, що багато видів здатні утворювати гібриди як в природі, так і при штучному розведенні. В деяких старіших класифікаціях товстолисті відносять до порядку розоцвітих (Rosales), проте зараз родину відносять до ломикаменецвітих (Saxifragales). Родина включає приблизно 1,5 тис. видів. Кількість родів за різними даними коливається у межах 30—40.

### Роди[5]
| - Adromischus Lem. - Aeonium Webb & Berthel. - Aichryson Webb & Berthel. - Bryophyllum Salisb. - Chiastophyllum (Ledeb.) A.Berger - Cotyledon L. - Crassula L. - Cremnophila Rose - Diamorpha Nutt. - Dudleya Britton & Rose | - Echeveria DC. - Graptopetalum Rose - Greenovia Webb & Berthel. - Hylotelephium H.Ohba - Hypagophytum A.Berger - Kalanchoe Adans. - Lenophyllum Rose - Meterostachys Nakai - Monanthes Haw. | - Mucizonia (DC.) A.Berger - Orostachys Fisch. ex A.Berger - Pachyphytum Link, Klotzsch & Otto - Rosedum (A.Berger) H.Ohba - Pistorinia DC. - Prometheum (A.Berger) H.Ohba - Pseudosedum (Boiss.) A.Berger - Rhodiola L. - Rosularia (DC.) Stapf | - Sedella Britton & Rose - Sedum L. - Sempervivum L. - Sinocrassula A.Berger - Telmissa Fenzl - Thompsonella Britton & Rose - Tylecodon Toelken - Umbilicus DC. - Villadia Rose |